# هالکوت
هالکوت (به انگلیسی: Hulcott) یک روستا و محله مدنی در بریتانیا است که در Aylesbury Vale واقع شده‌است. هالکوت ۱۰۸ نفر جمعیت دارد.